# Itxaro Borda
Itxaro Borda (Baiona, 29 de març de 1959) és una escriptora en èuscar.

## Biografia
Itxaro Borda va néixer a Baiona.
Va publicar el seu primer poema el 1974 en la revista Herria. El 1981 va participar en la creació de la revista vascofrancesa Maiatz, la qual va facilitar la publicació del seu primer poemari, Bizitza nola badoan, el 1984.
A més de poesia, ha escrit novel·les, articles i assajos. Ha traduït al basc obres com Kaukausiche Kredekreis de Bertold Brecht. També ha escrit lletres per a cançons.
El 2002 va rebre el Premi Euskadi la seva novel·la 100% Basque.

## Amaia Ezpeldoi
El personatge més conegut de l'obra de Borda és Amaia Ezpeldoi, una detectiva Zuberoa atípica, rural, bisexual i amb problemes de comunicació, que apareix per primera vegada en la novel·la Bakean ützi arte, de 1994, i posteriorment en Bizi nizano munduan i Amorezko pena baño, ambdues de 1996, formant una primera trilogia. Tracta en aquestes tres obres temes relatius a Zuberoa, com la indústria del gas o la producció d'espart, així com la situació socioeconòmica i cultural d'Iparralde.
El 2004 va recuperar aquest personatge en Jalgi hadi plazara, si bé l'entorn d'aquesta novel·la és Bilbao. El 2012 va publicar una cinquena novel·la protagonitzada per Ezpeldoi, Boga Boga.

## Obra

### Poesia
- Bizitza nola badoan (Tal com va la vida); 1984, Maiatz.[1]
- Krokodil bat daukat bihotzaren ordez (Tinc un cocodril en lloc d'un cor); Susa, 1986.[1]
- Just love; Maiatz, 1988.[1]
- Bestaldean (A l'altre costat); Susa, 1991.[1]
- Orain (Ara); Susa, 1998.[1]
- Entre els loups cruels; Maiatz, 2001.[1]
- Hautsak errautsak bezain (La pols igual que la cendra); Maiatz, 2002.[1]

### Novel·les
- Basilika (La basílica); 1985, Susa.[1]
- Udaran betaurreko beltzekin (A l'estiu amb ulleres negres); 1987, Ateka.[3]
- Bakean ützi art (Fins que ens deixin en pau); Susa, 1994.[1]
- Bizi nizano munduan (Al món que vivia); Susa, 1996.[1]
- Amorezko pena baño (Més que pena d'amor); Susa, 1996.[1]
- %100 Basque (100% Basque); 2002, Susa.[1]
- Zeruetako Erresuma (El regne dels cels); 2005, Susa.[1]
- Jalgi hadi plazara (Surt a la plaça); 2007, Susa.[3]
- Ezer gabe hobe (Millor sense res); 2009, Susa.[3]
- Boga Boga (2012).[3]